# Hájnica
Hájnica este o arie protejată (arie specială de conservare — SAC, sit de importanță comunitară — SCI) din Slovacia întinsă pe o suprafață de 52,71 ha, integral pe uscat.

## Localizare
Centrul sitului Hájnica este situat la coordonatele 48°48′51″N 17°52′07″E / 48.814248°N 17.868561°E.

## Înființare
Situl Hájnica a fost declarat sit de importanță comunitară în septembrie 2015 pentru a proteja 3 specii de animale. Situl a fost protejat și ca arie specială de conservare în octombrie 2017.

## Biodiversitate
Situată în ecoregiunea alpină, aria protejată conține 4 habitate naturale: Tufărișuri subcontinentale peripanonice, Pajiști uscate seminaturale și facies de acoperire cu tufișuri pe substraturi calcaroase (Festuco-Brometalia) (* situri importante pentru orhidee), Fânețe de joasă altitudine (Alopecurus pratensis, Sanguisorba officinalis), Pajiști carstice calcaroase sau bazofile, de Alysso-Sedion albi.
La baza desemnării sitului se află mai multe specii protejate de  nevertebrate (3): albilița portocalie (Colias myrmidone), fluturele de noapte (Eriogaster catax), fluturele purpuriu (Lycaena dispar).